# Manoir de Suuremõisa
Le manoir de Suuremõisa (estonien : Suuremõisa mõis), autrefois Manoir de Grossenhof (allemand : Gutshof Grossenhof) est un manoir de l'époque baroque situé dans l'île d'Hiiumaa (avant 1919: Dägo) à l'ouest de Tallinn en Estonie. 
Il se trouve dans le village de Suuremõisa (autrefois Grossenhof) et la localité de Pühalepa (autrefois Pühhalep) à l'est de l'île.

## Historique

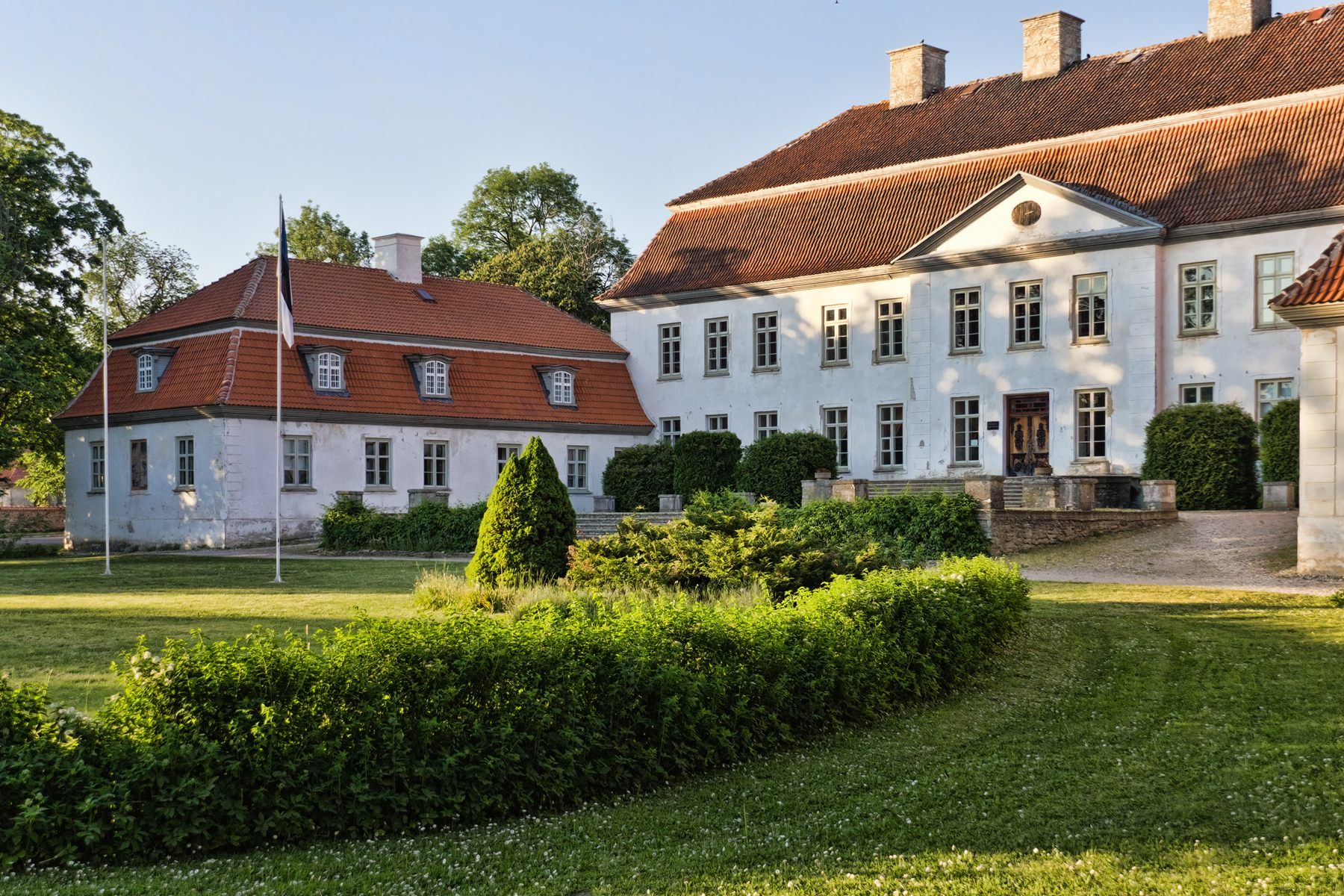
Façade du manoir

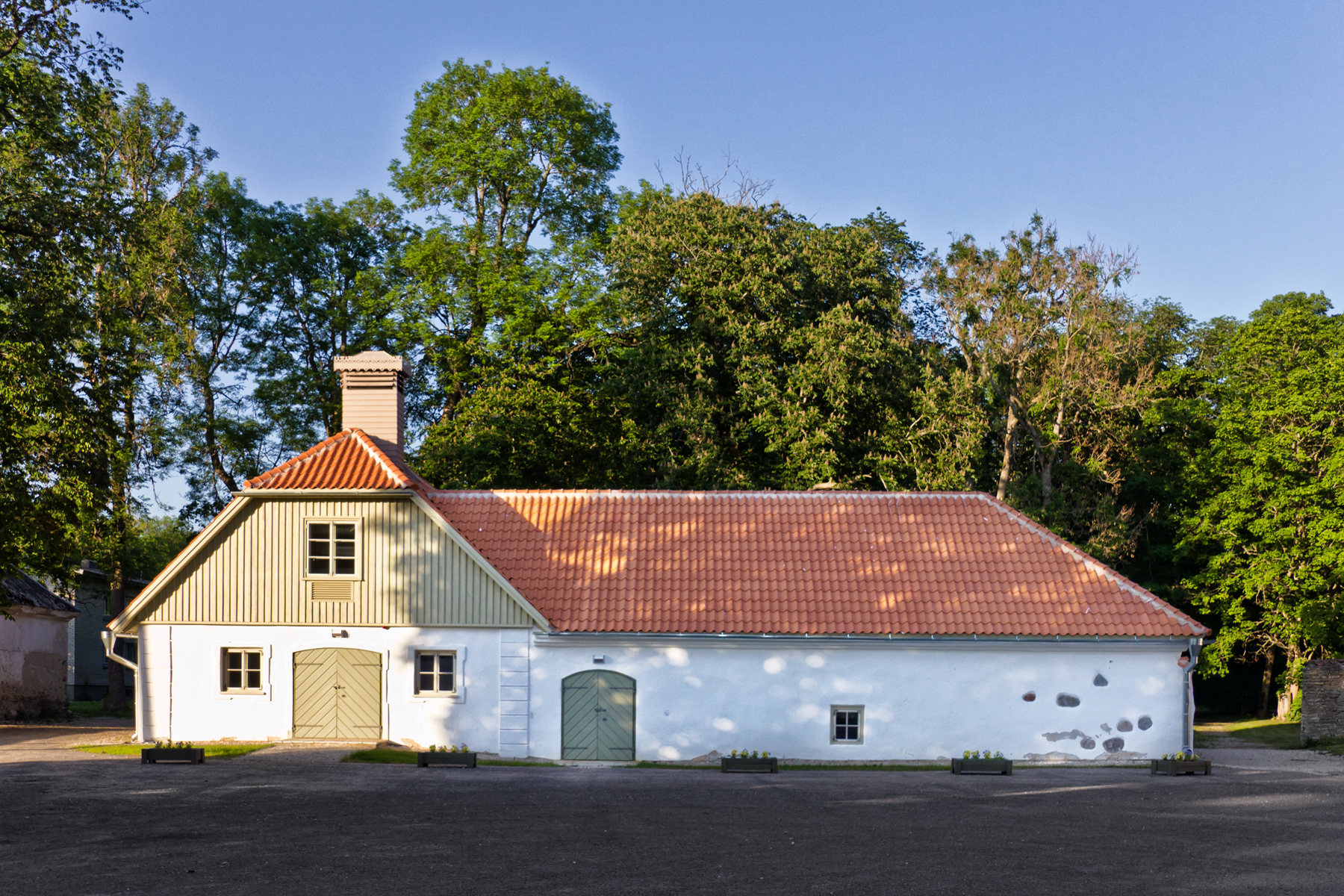
Vue d'un des anciens bâtiments des communs

Le domaine appartient d'abord aux chevaliers Porte-Glaive, puis à diverses familles seigneuriales allemandes de la Baltique dont les Stackelberg au XVIIe siècle après la Réforme protestante, puis à la famille De La Gardie à la fin du siècle.
Le manoir a été construit en 1750-1770 par la comtesse Ebba Margaretha Stenbock (1704-1775) (née La Gardie), arrière-petite-fille de Jacob De La Gardie. Il appartient ensuite au baron Otto von Ungern-Sternberg, l'un des propriétaires les plus puissants de la province, qui l'agrandit. Son propriétaire au début du XIXe siècle, le baron Otto Reinhold von Ungern-Sternberg (1744-1811), est accusé de piraterie pour avoir pillé des bateaux suédois et il est exilé en Sibérie en 1804. Son dernier propriétaire, le baron Ewald von Ungern-Sternberg, meurt en 1909 sans héritiers directs. Son intérieur est pillé pendant la Première Guerre mondiale. Il sert d'école après 1918, tandis que des neveux du baron défunt, Hélène et Klaus von Ungern-Sternberg, ont la permission d'occuper quelques chambres, malgré leur expropriation survenue en 1919 ; ils n'ont pas d'héritiers non plus. Des histoires de fantômes agitent la population locale.
Le manoir sert aujourd'hui d'établissement scolaire primaire et secondaire technique. Il est entouré d'un parc de quarante-cinq hectares.

## Source
- (de) Cet article est partiellement ou en totalité issu de l’article de Wikipédia en allemand intitulé « Gutshof Suuremõisa » (voir la liste des auteurs).